# Isaac Viñales Mares
Isaac Viñales Mares   (Llançà, 6 de novembre de 1993) és un pilot de motociclisme català que competeix internacionalment des de la temporada de 2010. És cosí de Maverick Viñales.

## Resultats al Mundial de motociclisme
| Any   | Categoria | Moto      | Equip                      | Curses | Victòries | Podis | Pole | FLaps | Punts | Posició |
| ----- | --------- | --------- | -------------------------- | ------ | --------- | ----- | ---- | ----- | ----- | ------- |
| 2010  | 125cc     | Aprilia   | Catalunya Racing Team      | 5      | 0         | 0     | 0    | 0     | 3     | 25è     |
| 2010  | 125cc     | Lambretta | Lambretta Reparto Corse    | 5      | 0         | 0     | 0    | 0     | 3     | 25è     |
| 2012  | Moto3     | FTR Honda | Ongetta-Centro Seta        | 15     | 0         | 0     | 0    | 0     | 8     | 28è     |
| 2013  | Moto3     | FTR Honda | Ongetta-Centro Seta        | 17     | 0         | 0     | 0    | 0     | 47    | 17è     |
| 2014  | Moto3     | KTM       | Team Calvo                 | 18     | 0         | 3     | 0    | 0     | 141   | 7è      |
| 2015  | Moto3     | Husqvarna | Husqvarna Factory Laglisse | 18     | 0         | 1     | 0    | 1     | 115   | 9è      |
| 2015  | Moto3     | KTM       | RBA Racing Team            | 18     | 0         | 1     | 0    | 1     | 115   | 9è      |
| 2016  | Moto2     | Tech 3    | Tech 3 Racing              | 17     | 0         | 0     | 0    | 0     | 19    | 24è     |
| 2017  | Moto2     | Kalex     | BE-A-VIP SAG Team          | 18     | 0         | 0     | 0    | 0     | 18    | 22è     |
| 2018  | Moto2     | Kalex     | SAG Team                   | 15     | 0         | 0     | 0    | 0     | 7     | 26è     |
| 2018  | Moto2     | Suter     | Forward Racing Team        | 15     | 0         | 0     | 0    | 0     | 7     | 26è     |
| Total |           |           |                            | 123    | 0         | 4     | 0    | 1     | 358   |         |